# Stettin
Stettin (polsk: Szczecin, kasjubisk: Szczecëno eller tysk: Stettin) er en havneby i den nordvestlige del af Polen med 387.700(2024) indbyggere, hovedstad i voivodskabet zachodniopomorskie (dansk: voivodskabet Vestpommern). Stettin ligger omtrent midt i Pommern (Stettin Byområdet) ved Oders udmunding ved Østersøens sydkyst på Warszewo-bakkerne, Bukowe-bakkerne og Goleniów-sletten. Stettin har et areal på 301 km2.
Stettin er den næststørste havneby i Polen, den største by i det nordvestlige Polen og et betydeligt polsk kulturelt, industrielt og akademisk center med en rig, over tusindårig historie.

## Historie

### Middelalderen
Stettins historie indledtes i 700-tallet, da vestslavere bosatte sig i Forpommern og opførte en borg på stedet, hvor Stettin slot ligger. I 800-tallet blev borgen befæstet og udvidet mod Oders bredder. Mieszko I tog kontrol over størstedelen af Pommern i 960'erne og indarbejdede byen Stettin i Polen i 967. Efterfølgende forsøgte polske regenter, det Tysk-romerske rige og den slaviske Veleti-stamme at tage kontrol over området.
Efter tilbagegangen for den nærliggende bosættelse i Wolin i 1100-tallet blev byen en af de vigtigste og mest magtfulde havne på Østersøens sydlige kyst.
Under en offensiv i vinteren 1121-1122 fik Bolesław III Krzywousty af Polen kontrol over området, byen Stettin og borgen. Indbyggerne konverteredes til kristendommen af Biskop Otto af Bamberg i 1124 og 1128, hvor den første kristne kirke St. Peter og Paulus blev opført. Polske penge blev anvendt i denne periode. På det tidspunkt skønnes befolkningstallet i byen til at have være på omkring 5.000-9.000.
Polsk herredømme ophørte med Bolesławs død i 1138. Som følge af fragmenteringen af Polen blev Stettin en del af et separat Hertugdømmet Pommern. På trods af at Stettin allerede var konverteret blev den belejret under det vendiske korstog i 1147 af en hærenhed under ledelse af den tyske markgreve Albert Bär af Nordmark, der var fjendtlig overfor slavisk tilstedeværelse i området, pavens udsending, biskop Anselm af Havelberg og markgreve Konrad af Meißen. Der, en polsk hærenhed stillet til rådighed af Mieszko III, den gamle sluttede sig til korsfarerne. Imidlertid havde indbyggerne placeret kors omkring voldene, som tegn på at de allerede var blevet kristnet. Ratibor I, hertug af Pommern, forhandlede ophævelse af korstogsfarernes belejring.
Efter slaget ved Verchen i 1164 blev Stettins fyrste Bogusław I vasal under Sachsens fyrste Henrik Løve. I 1173 kunne Stettins kastellan Wartislaw II ikke modstå et dansk angreb og blev vasal af Danmark. I 1181 blev fyrst Bogislaw vasal under det Tysk-romerske rige. I 1185 blev Bogislaw igen dansk vasal. Efter en konflikt mellem hans arvinger og kong Knud VI, blev bebyggelsen ødelagt i 1189, men borgen blev genopbygget og bemandet med en dansk styrke i 1190. Mens det Tysk-romerske rige genoprettet kontrollen over Pommern i slaget ved Bornhøved i 1227, forblev Stettin et af to brohoveder under dansk kontrol (indtil 1235, Wolgast indtil 1241/43 eller 1250).
I anden halvdel af 1100-tallet bosatte en gruppe tyske håndværkere ("multus Populus Teutonicorum" fra forskellige dele af det Tysk-romerske rige) sig i byen omkring Skt. Jakobs Kirke, der blev doneret i 1180 af Beringer, en erhvervsdrivende fra Bamberg, og indviet i 1187.
Da den tyske fyrste Barnim I af Pommern tildelte Stettin Magdeburgrettigheder i 1243, måtte han acceptere at slavere i fristaden fik lige rettigheder. De fleste slaviske indbyggere blev genhuset til to nye forstæder nord og syd for byen. Sidste registreringer af slaver i selve Stettin er fra 1300-tallet, da en slavisk badeanstalt og et bageri registreredes.
Den pommerske borg på den østlige bred af Oder, Vadam eller Dambe, blev ødelagt af Boleslaw under hans angreb i 1121. Hvor borgen havde ligget blev Damm (nu Dąbie) anlagt. I 1249 tildelte Barnim I Damm Magdeburgrettigheder. Den 15. oktober 1939 blev Dąbie lagt sammen med Stettin.
I henhold til Magdeburgrettigheder blev jødisk bosættelse tilladt i den 2. december 1261 i et privilegium, der blev fornyet i 1308 og 1371. Den jødiske Jordan-familie fik borgerrettigheder i 1325. I 1492 blev alle jøder i fyrstendømmet beordret til at konvertere til kristendommen – denne ordre stod ved magt under hele resten af Greifen-dynastiet frem til 1630.
Stettin var en del af "sammenslutningen af vendiske byer", en forgænger for Hansestæderne i 1283. Byen blomstrede på grund af deltagelsen i Østersøhandelen, primært med sild, korn og tømmer, ligesom håndværksstanden havde fremgang, og mere end fyrre lav blev etableret i byen. Den udstrakte autonomi indenfor fyrstendømmet blev delvist reduceret, da fyrsterne genindtog Stettin som deres hovedresidens i slutningen af 1400-tallet. De tyske købmænds og håndværkeres anti-slaviske indstilling intensiveredes i denne periode, hvilket resulterede fordobling told skat for slaviske købmænd, forbud mod oprettelse af lav for slavere, og forbud mod offentlig brug af polsk. Velstående slaviske borgere blev frataget deres ejendele, der blev tildelt til tyskere. I 1514 tilføjede skrædderlavet en Venderparagraf, der forbød slaveres medlemskab, til vedtægterne.
Selvom byen ikke var så hårdt ramt af de middelalderlige heksejagter som andre egne af det Tysk-romerske rige, findes der rapporter om afbrænding af tre kvinder og en mand dømt for hekseri i 1538.
Den 13. december 1570, under Johann Friedrich af Pommerns regeringstid, blev der afholdt et fredsmøde i Stettin, der afsluttede Den Nordiske Syvårskrig (1563-1570). Under krigen havde Stettin hældt til den danske side, mens Stralsund havde bakket Sverige op. Hertugdømmet Pommern som helhed forsøgte imidlertid opretholde neutralitet. Ikke desto mindre indførte en landdag, der holdt møde i Stettin i 1563, en seksdobling af ejendomsskatterne for at finansiere en hær af lejesoldater, der skulle forsvare hertugdømmet. Det lykkedes samtidigt Johann Friedrich at sikre Stettin, som en af kun tre byer i Obersachsens Reichskreis i det Tysk-romerske rige, retten til at slå mønter. De øvrige to byer var Leipzig og Berlin. Bogislaw XIV, der residerer i Stettin fra 1620, blev den eneste, og Griffin hertug da Philipp Julius døde i 1625. Før Trediveårskrigen nåede til Pommern, svækkedes Stettins og hele hertugdømmet økonomi på grund af Hansestædernes reducerede betydninge og en konflikt mellem Stettin og Frankfurt (Oder).

### 16 – 1800-tallet
Efter indgåelse af Stettin traktaten i 1630 blev byen besat af Sverige. Ved Den Westfalske Fred 1648 kom Stettin under Sverige. Allerede 1630 havde Gustaf II Adolf ladet fæstningsværkerne forstærke efter, at byen uden kamp havde overgivet sig til ham. Efter en langvarig belejring måtte svenskerne i 1677 overgive byen til den store kurfyrste, men ved freden 1679 kom Stettin igen under Sverige. 1713 blev byen erobret af russerne og overladt til kong Frederik Vilhelm I af Preussen, og byen indlemmedes i 1720 i Preussen efter den Store Nordiske Krig. 1806-13 var Stettin besat af franskmændene.
Byen havde 99.475 indbyggere i 1885 uden og 136.848 medregnet forstæderne. I 1895 havde byen 140.724 indbyggere. Den 1. november 1898 blev åbnet en frihavn, som omfattede et areal på 61 ha og kostede 10,5 mio. mark.

### 1900-tallet
Stettin havde i 1919 232.726 indbyggere, medregnet forstæderne Braunfels, Bredow, Grabow og Nemitz. Byen bestod af den på venstre Oderbred liggende gamle by med snævre gader, Altstadt, den sydvest derfor siden 1850 opvoksede Neustadt og de uden for de 1873 sløjfede fæstningsværker byggede ny kvarterer samt af de på højre bred mellem de to flodarme Parnitz og Dünzig liggende kvarterer Lastadie og Silberwiese. Øst for Lastadie lå den 1893—98 anlagte frihavn. Over Oder førte 1 jernbanebro og 3 andre broer, oyer Parnitz 3 broer, hvoraf de 2 var jernanebroer. Blandt byens monumentale bygninger var Skt Jakobi-kirken, hvis oprindelse helt tilbage til det 13. århundrede og som blev restaureret 1897, mens Skt Peter- og Pauls-kirken var fra det 15. århundrede med en moderne façade. Slottet, som tidligere var residens for hertugerne af Pommern og påbegyndt 1503, oprindeligt fuldført 1577, men delvis ombygget i det 18. århundrede og 1874, benyttedes nu som retsbygning. Ved Paradeplatz lå Berliner Tor, en barok bygning fra 1725. På Haken-Terrasse, der med en stejl skrænt falder ned til floden, lå museet, regeringsbygningen m.m. og bag ved disse den botaniske have, byens største parkanlæg. Stettin var sæde for provinsialregeringen, en overlandsret, en landret med kammer for handelssager, en amtsret, overpostdirektion, jernbanedirektion m.m. og havde en garnison. Der fandtes et lærerindeseminarium, 3 gymnasier, 3 realgymnasier. Industrien, som var meget betydelig, omfattede navnlig maskin- og automobilfabrikation, skibsbyggeri, fabrikation af sukker, kemikalier, cement, papir og øl og teglbrænderi. Ad den godt 7 m dybe Oder kunne selv større skibe gå ind til byen, som var Preussens vigtigste søhandelsstad. Der udførtes navnlig træ, korn, sprit, sukker og cement og indførtes jernmalm, kul, kolonialvarer, petroleum, brosten, vin og sild.
Byen havde i 1925 254.460 indbyggere.
De stettinske polakker mødtes med øget undertrykkelse, efter at nazisterne kom til magten i Tyskland i 1933. For eksempel blev den polske skole lukket, og i 1938 blev lederen af den lokale afdeling af den Polske Forening i Tyskland, Stanisław Borkowski, anholdt og fængslet i Orianienburg koncentrationslejr. I 1939 forbød tyskerne aktiviteten af alle polske organisationer.

### 2. verdenskrig
Under den tyske invasion af Polen i 1939, der var indledningen til 2. verdenskrig, var Stettin base for den 12. Panzer-Division, der angreb og skar den polske korridor over. Senere i 1940 var Stettin udskibningshavn for Operation Weserübung, Nazitysklands angreb på Danmark og Norge. Under krigen placerede tyskerne mange tvangsarbejdere i byen, hovedsagelig polakker, men også tjekkere, italienere, franske, belgiere og hollændere.

### Efter 1945
Efter afslutningen af 2. verdenskrig i 1945, da den tyske befolkning var blevet fordrevet, blev mange polakker, der forflyttedes fra østlige egne, bosat i byen. Den polske regering tilbød både lejlighed og job, hvis flygtningene fra Polens tidligere østområder bosatte sig i Stettin.
Ved krigens afslutning blev det eneste, ufærdige, tyske hangarskib Graf Zeppelin (påbegyndt 1936) erobret af russerne i farvandet umiddelbart uden for Stettin i Oderlagunen (polsk: Zalew Szczeciński). Hangarskibet blev efter krigen trods officielle rapporter om sænkningen i 1945 i hemmelighed hævet af russerne, slæbt ud i Østersøen og sænket som øvelsesmål for den sovjetiske flåde i 1947. Sænkningsområdet blev holdt hemmeligt af Polens styre indtil dets kollaps i 1989; vraget blev fundet i 1995.
80% af byen blev ødelagt af bomber under 2. verdenskrig. Arkitekturen i en del af byen er fransk/parisisk inspireret, og byen er i fuld gang med byfornyelse/restaurering.

## Skoler
- Det Pommernske Medicinske Universitet i Stettin (på polsk Pomorski Uniwersytet Medyczny w Szczecinie, på engelsk Pomeranian Medical University in Szczecin)

## Seværdigheder
Den røde rute er en cirka 7 kilometer lang rute der er "tegnet" på vejbelægningen med en rød stiplet linje gennem Stettin. Hver gang du er ud for en af seværdighederne på ruten er der malet et nummer i en rød cirkel, nummeret korresponderer med et turistkort hvor der er nærmere omtale af de enkelte seværdigheder.
- 1: Stettins hovedbanegård, første tog ankom til Stettin fra Berlin den 15 august 1843, hovedbanegården er naturligvis ombygget mange gange siden.
- 2: Postkontor nummer 2, første etape af postkontoret er opført i 1872
- 3: Snegleportens kaserne, oprindeligt opført i 1776, ombygget i 1818.
- 4: Bymur med mindeplade, rester af den oprindeligt 2.500 lange bymur der omgav Stettins centrum
- 5: Evangelisten Johannes kirke oprindeligt opført i 1368
- 6: "Langebro", den oprindelige bro, "Hansabrücke" fra 1903 blev sprængt i luften under 2 verdenskrig, den nuværende bro er fra 1959
- 7: Det gamle Rådhus er opført i det 15. århundrede, i dag er der bymuseum i rådhuset
- 8: Loitz huset bygget i 1547 af daværende indflydelsesrige og formuende bankierfamilie Loitz
- 9: Stettins slot Begyndelsen på slottet kan dateres tilbage til 1346.
- 10: Staldene. Den nederste etage blev i starten af det 17. århundrede indrettet til stald og ridebane for hertugen
- 11: De 7 kappers tårn De 7 kappers tårn kan dateres tilbage til begyndelsen af det 14 århundrede.
- 12: Trasa Zamkowa broudfletningen er godt 2,5 kilometer lang og er byens vigtigste færdselsåre
- 13: Søfartsskolen bygget 1902 -1905 designet af arkitekten Emil Drews.
- 14: Søfartsmuseet stod færdigt i 1913, her kan man se samlinger tilegnet søfart, skulpturer og etnografiske udstillinger fra Afrika, Asien, Polynesien og Sydamerika.
- 15: Regeringsbygningen er en femfløjet gruppe bygninger der stod færdige i 1911.
- 16: Adam Mickiewisz statuen som hyldest til den kendte Polske digter afsløret den 3 maj 1960.
- 17: PAZIM bygningen Pazim er den næsthøjeste bygning i Szczecin, Polen, efter Sankt Jakobs katedralen.
- 18: Kongeporten "Brama Portowa". Byport opført i 1727 efter tegninger af G. C. Wallrave
- 19A: Dialogmuseum Lige over for filharmonien ligger det nyeste museum i byen der tager dig på en interaktiv tur gennem Stettins historie efter 1945
- 19B: Filharmonien. Den nyeste offentlige bygning i Stettin er den prisvindende filharmoni.
- 19C: Politihovedkvarteret er en bygning i neogotisk byggestil opført i 1902-1905.
- 19D: Apostlen Peter og Apostlen Paulus Kirke. Denne kirke er fra det 15. århundrede.
- 21: Professorenes huse. Bygningerne er oprindeligt fra 1400 tallet og var bolig for lærere
- 22: Jomfru Maria gymnasium I forbindelse med oprettelse af Mariakirken i 1263 opstod den første skole i Stettin.
- 23: Farna nummer 1 I dette hus blev Sophie Augusta Fredericka von Anhalt-Zerbst, den senere russiske kejserinde Katarina den Store født den 21. april 1729.
- 24: Sankt Jakobs domkirke er en meget stor treskibet gotisk kirke, beliggende hvor der lå en trækirke fra 1187.
- 25: Floramonumentet statue udført af J G Glume & J K Koch omkring år 1730
- 26: Ørnefontænen fra 1732
- 27: Paladset under globen er en flot barok bygning opført i 1726.
- 28: Musikskolen Bygningen er opført i den sidste halvdel af det 18. århundrede af producent og købmand Georg Christian Velthusen.
- 29: Nationalmuseum, Pałac Sejmu Stanów Pomorskich, Pommerske landags bygning. Dette barok palads blev opført i 1727
- 30: 13 musers bygning. Bygningen består af 2 bygninger fra det 18 århundrede.
- 31: Mindesten for grundlæggelsen af den polske spejderbevægelse i 1934
- 32: PKO Banken tegnet af arkitekt Emil Drews, blev opført i årene 1893 – 1895
- 33: Hovedpostkontoret, bygningen blev påbegyndt i 1900 og stod endelig færdig i 1905.
- 34: Johannes Døberens kirke. Opførelsen af kirken, der var tilegnet Stettins katolske menigheds kirke, blev påbegyndt i 1888.
- 35: Børnehospitalet. Hospitalet blev oprindeligt bygget som en fødeklinik i årene 1893 – 1894.
- 36: General Anders pladsen. I parken finder man en mindesten dedikeret til Franske krigsfanger fra 1870-71 krigen. “Til minde om Frankrigs heroiske sønner, ofre for Tysk fangenskab”.
- 37: Hellige Jesus Kristi hjerte er en 3 skibet kirke opført i årene 1913-19.
- 38: Skt Wojciech garnisionskirke er en neogotisk kirke med et 65 meter højt tårn opført i 1906-09.
- 39: Kornel Ujejski statuen udført af Antoni Popiel i 1901.
- 40: Brama Portowa Byport, tidligere Berliner Tor stod færdig i 1740 efter tegninger af G. C. Wallrave.
- 41: Det Røde Rådhus. Arkitekten bag det ny gotiske bygningsværk er Karl Krühl, Opførelsen blev startet den 2. september 1875 og stod færdigt den 10. januar 1879
- 42: Anker monumentet. Foran anker monumentet en lille park, på soklen stod oprindeligt en statue af Stettins kvindesymbol, Sedena
- Wały Chrobrego (tysk: Hakenterrasse) (20. århundrede)
- Jan Kasprowicz Bypark (1900, Quistorp Park) (Wkrzanskaskoven)
- Rose Have ("Różanka") (1928, tysk: Staudengarten, Rosengarten) (Wkrzanskaskoven)

## Sport
Den mest populære sportsklub i byen er Pogoń Szczecin (fodbold).
Stettin var en af værtsbyerne i Europamesterskabet i volleyball 2017.

## Venskabsbyer
til eksempel:
- Esbjerg (Danmark)

## Transport

### I Stettin
- sporvejen og bybusser, se: Sporvogne i Szczecin

### Til byer ved Stettin
- Stargard Szczeciński (bekvem forbindelse – vej nummer 10, retningen: Bydgoszcz og tog – PKP),
- Police, Polen (bekvem forbindelse – vej nummer 115, retningen: Dobieszczyn og bybusser (se også Transport i Police):
  -     1. 101 (fra Plac Rodła i Szczecins centrum over Szczecin - Żelechowa, Bukowo og Przęsocin til Police – Mścięcino, Gammelbyen og Jasienica),
    2. 102 (fra Szczecin – Gocław over Szczecin – Skolwin til Police – Mścięcino, Gammelbyen og Nybyen med PMU-Universitetshospital),
    3. 103 (fra Szczecin – Głębokie over Pilchowo, Tanowo og Trzeszczyn til Police – Nybyen med PMU-Universitetshospital og Gammelbyen),
    4. 106 (fra Szczecin – Głębokie over Pilchowo, Leśno Górne og Siedlice til Police – Nybyen med PMU-Universitetshospital og Gammelbyen),
    5. 107 (fra Plac Rodła i centrum over Szczecin - Żelechowa, Bukowo og Przęsocin til Police – Mścięcino, Gammelbyen og Nybyen nærved PMU-Universitetshospital),
    6. F (hurtigbuser – højere takst – fra Plac Rodła i Szczecins centrum over Szczecin - Żelechowa og Bukowo til Police – Mścięcino og Nybyen nærved PMU-Universitetshospital),
- Goleniów (bekvem forbindelse – vej nummer S3, retningen: Świnoujście, Gdańsk og tog – PKP),
- Gryfino (bekvem forbindelse – vej nummer 31 og tog – PKP),
- Pyrzyce (bekvem forbindelse – vej nummer 3, retningen: Zielona Góra),
- Pasewalk (Tyskland) (bekvem forbindelse – vej nummer 10 i Polen (over Mierzyn (ved Police) og Lubieszyn (ved Police)) og 104 i Tyskland over Löcknitz),
- Penkun – Motorvej A6 (Polen) (over Kołbaskowo) og Motorvej A11 (Tyskland),
- Nowe Warpno (bekvem forbindelse – vej nummer 115 og 114 over Tanowo, Police, Polen og Trzebież eller vej nummer 115 over Tanowo og Dobieszczyn),
- Kamień Pomorski (bekvem forbindelse – vej nummer 3, retningen: Świnoujście og tog – PKP),
- Wollin (bekvem forbindelse – vej nummer 3, retningen: Świnoujście og tog – PKP),
- Międzyzdroje (bekvem forbindelse – vej nummer 3, retningen: Świnoujście og tog – PKP),
- Świnoujście (bekvem forbindelse – vej nummer 3 og tog – PKP)

### Fra Stettin til
- Gorzów Wielkopolski, Zielona Góra, Legnica og Prag (Tjekkiet) – vej nummer 3 (over Pyrzyce) eller tog – PKP,
- København, Ystad og Malmø – vej nummer 3 (over Goleniów og Świnoujście),
- Koszalin, Słupsk, Gdynia og Gdańsk – vej nummer 6 (over Goleniów) eller tog – PKP,
- Piła, Bydgoszcz, Toruń og Warszawa – vej nummer 10 (over Stargard Szczeciński) eller tog – PKP,
- Berlin (Tyskland) – Motorvej A6 (Polen) (over Kołbaskowo) og Motorvej A11 (Tyskland) (over Penkun) eller tog - DB,
- Poznań – vej nummer 3 over Gorzów Wielkopolski, fra Skwierzyna – vej til Pniewy og vej nummer 2 til Poznań eller tog – PKP
- Neubrandenburg (Tyskland) – vej nummer 10 i Polen (over Mierzyn (ved Police), Lubieszyn og 104 i Tyskland over Löcknitz og Pasewalk) eller tog - DB
- Lübeck – Motorvej A6 (i Polen over Kołbaskowo) og Motorvej A11 (Tyskland) (over Penkun) og videre – motorvejen A20 til Lübeck over Pasewalk eller tog - DB

## Skove ved Stettin (Puszcze Szczecińskie)
- Goleniowska Skoven
- Wkrzanskaskoven med Swidwie Naturreservatet (polsk: Rezerwat przyrody Świdwie) – Ramsar-konventionen, 1984
- Bukowa Skoven

## Galleri
- Teatr Letni Szczecin.
- Loitz house, XVI
- Museum National Szczecin
- PAZIM
- Sedina Monument (1899-1913)
- Konstal 105Na
- Kasprowicz Park